# Mastopoma laevisetum
Mastopoma laevisetum är en bladmossart som beskrevs av Brotherus 1928. Mastopoma laevisetum ingår i släktet Mastopoma och familjen Sematophyllaceae. Inga underarter finns listade i Catalogue of Life.